# Pantà de l'Espunyola
El pantà de l'Espunyola és un petit embassament de 0,8 hectàrees del municipi de Capolat, que es troba inserit en un ambient totalment forestal, enmig d'una pineda de pi roig amb boix i roures. Està format de fet per dos embassaments situats just un a continuació de l'altre, separats per una petita presa, que recullen les aigües d'un petit torrent afluent de la riera de Navel.
No s'hi ha desenvolupat vegetació de ribera ni vegetació helofítica, tret d'algun clap de boga molt puntual. El fons del
pantà, però, ha estat colonitzat per herbassars de Myriophyllum (hàbitat d'interès comunitari 3150).
La transparència i l'excel·lent qualitat de l'aigua fan que aquest espai destaqui especialment per ser un punt important de
reproducció d'amfibis, especialment diverses espècies de tritons. Es tracta, doncs, d'un espai de gran interès per a la fauna amfíbia.
El seu aïllament fa que no presenti cap impacte que el pugui posar en perill. El pantà inferior està envoltat, al marge
dret, per una tanca metàl·lica de característiques perilloses per a la fauna, que convindria substituir per alguna tanca
més permeable. En general, cal vetllar només perquè l'espai mantingui les característiques actuals.